# Diecezja Nueve de Julio
Diecezja Nueve de Julio (łac. Dioecesis Sancti Dominici Novem Iulii) – diecezja Kościoła rzymskokatolickiego w Argentynie, sufragania archidiecezji Mercedes-Luján.

## Historia
11 lutego 1957 roku papież Pius XII bullą Quandoquidem Adoranda erygował diecezję Mar del Plata. Dotychczas wierni z tym terenów należeli do diecezji Azul oraz Mercedes.

## Ordynariusze
- Agustín Adolfo Herrera (1957 - 1961)
- Antonio Quarracino (1962 - 1968)
- Alejo Benedicto Gilligan (1968 - 1991)
- José Vittorio Tommasí (1991 - 1998)
- Martín de Elizalde OSB (1999 - 2015)[2]
- Ariel Edgardo Torrado Mosconi (od 2015)[2]